# Lino (satélite)

22 Calíope e sua lua Lino.

Lino, oficialmente (22) Calíope I Lino, é um satélite natural que orbita o grande asteroide de tipo M 22 Calíope.

## Descoberta
Ele foi descoberto em 29 de agosto de 2001, pelos astrônomos Jean-Luc Margot e Michael E. Brown usando o telescópio Keck. Outra equipe também detectou a lua com o telescópio Canadá-França-Havaí em 2 de setembro de 2001. Ambos os telescópios estão em Mauna Kea.

## Nome
Ele recebeu a designação provisória S/2001 (22) 1, até que foi nomeado. A proposta de nomeação apareceu no jornal discovery e foi aprovado pela União Astronômica Internacional em julho de 2003. Apesar de a proposta de nomeação a que se refere ao mitológico Lino, filho da musa Calíope e inventor da melodia e ritmo, o nome também foi feito para homenagear Linus Torvalds, o inventor do sistema operacional do Linux, e Linus van Pelt, um personagem dos quadrinhos Peanuts.

## Características físicas
O satélite tem um diâmetro estimado de 28±2 quilômetros, Lino é muito grande em comparação com a maioria das luas de asteroides, e de fato seria um asteroide de tamanho considerável por si só. As maiores luas conhecidas no cinturão principal são os componentes menores dos asteroides duplos 617 Pátroclo e 90 Antíope.

## Órbita
Estimou-se que a órbita de Lino tenha uma precessão a uma velocidade bastante rápida, fazer um ciclo em vários anos. Isso é atribuído principalmente à forma não-esférica de Calíope. o brilho de Lino variou sensivelmente entre as observações, o que pode indicar que a sua forma é alongada.
Lino pode ter se formado por material ejetado fora em um impacto de uma colisão com Calíope ou um fragmento capturado após rompimento de um asteroide pai (um proto-Calíope).